# مغالطه توسل به تجربه شخصی
مغالطه توسل به تجربه شخصی (به انگلیسی: Argument from anecdote) یعنی استناد به تجربیات و شواهد شخصی برای اثبات یک ادعا به جای تکیه بر شواهد مستحکم که نتیجه تحقیقات و مطالعات علمی و آماری هستند. به بیانی دیگر، مغالطه توسل به تجربه شخصی زمانی روی می‌دهد که اشخاص از تجربیات محدود شخصی برای نتیجه‌گیری قطعی در مورد یک موضوع خاص استفاده می‌کنند. این مغالطه بسیار در بین مردم رایج است و می‌توان گفت که همه مردم کم و بیش از آن استفاده می‌کنند.

## در جامعه
مردم اغلب تمایل دارند که در هنگام بحث و استدلال تجربیات شخصی خود و اطرافیان‌شان را به عنوان شواهدی برای اثبات ادعاهایشان در نظر بگیرند. درحالی‌که این تجربیات عموماً فاقد ارزش استدلالی هستند.
شواهد شخصی بر پایه مشاهدات و تجربیات فرد در زندگی روزمره هستند و غالباً بر پایه رویدادها و اتفاقاتی کسب می‌شوند که از لحاظ تعداد و آمار محدود هستند. نتایجی که از چنین رویدادها و تجربیات محدودی کسب می‌شوند فاقد ارزش علمی و استدلالی هستند.
در بازار فروش و تبلیغات رسانه‌ای از این مغالطه بسیار استفاده می‌شود. شرکت‌ها و فروشندگان از اشخاصی بهره می‌گیرند تا تجربه مثبت استفاده از محصول آنها را با بینندگان درمیان بگذارد تا به این ترتیب بیننده از عملکرد و کیفیت محصول آنها اطمینان یابد.

## مثال
مثال ۱:
- من واکسن کرونا نزدم. دو بار به ویروس کرونا مبتلا شدم و هر دوبار مثل این بود که سرماخوردگی داشتم و خیلی سریع هم خوب شدم. تجربه به من نشون داد که واکسن کرونا عملاً اثری ندارد.[۳]

مثال ۲:
- کمردردهای من معمولاً هفته‌ها طول می‌کشد. دفعه آخر که کمردرد داشتم پیش دعانویس رفتم و ظرف چند روز خوب شدم. به شما هم پیشنهاد می‌کنم در صورت درد کمر حتماً پیش دعانویس بروید. برای من که جواب داد.